# 伊日·季希
伊日·季希（捷克語：Jiří Tichý，1933年12月6日—2016年8月26日），捷克男子足球运动员，场上位置是后卫。他曾代表捷克斯洛伐克国家队参加1962年国际足联世界杯，结果队伍获得亚军。